# Leuciris minutepunctaria
Leuciris minutepunctaria là một loài bướm đêm trong họ Geometridae.